# Trpasličí nepravidelná galaxie
Trpasličí nepravidelná galaxie je název pro trpasličí galaxie nepravidelného typu. Označují se dI. Trpasličí nepravidelné galaxie mají malý průměr (méně než 5 kpc),
malý počet hvězd (10x méně než běžná galaxie) a nelze u nich rozpoznat žádnou běžnou strukturu.
Jsou velmi časté, zvláště jako satelitní galaxie.
Mohou tvořit až 50 % celkového počtu galaxií.
Modré husté trpasličí galaxie (blue compact dwarf galaxy, BCD galaxy) se také řadí mezi trpasličí nepravidelné galaxie. Předpokládá se, že byly v raných dobách vesmíru velmi hojné a nacházely se v nich některé z prvních hvězd, než se tyto galaxie spojily do běžných větších galaxií.

## Příklady
- Trpasličí nepravidelná galaxie Střelec
- NGC 1569
- LGS 3
- Trpasličí galaxie Vodnář
- Trpasličí galaxie Pegas